# Minimallösung
Minimallösung (englisch minimal solution) ist ein mathematischer Begriff, der sowohl in der Approximationstheorie als auch in der Optimierungstheorie sowie in zugehörigen Teilgebieten der Mathematik, wie der Funktionalanalysis, der numerischen Mathematik oder der Variationsrechnung, eine bedeutende Rolle spielt.
Den Terminus einer Minimallösung findet man in der Mathematik – wenngleich in einem anderen Sinne verstanden – auch in der Zahlentheorie im Zusammenhang mit der pellschen Gleichung sowie in der Theorie der Differentialungleichungen im Sinne einer Lösung gewisser Anfangswertprobleme.

## Definition
Den Begriff verwendet man in einem weiteren und einem engeren Sinne.

### Der Begriff im weiteren Sinne
Gegeben seien eine beliebige Menge {\displaystyle X}, eine Teilmenge {\displaystyle C\subseteq X} sowie eine numerische Funktion {\displaystyle f\colon X\to {\bar {\mathbb {R} }}=\mathbb {R} \cup \{-\infty ,\infty \}}. Dann gibt es folgende Begriffsfestlegungen:
- Als Minimalwert von {\displaystyle f} auf {\displaystyle C} bezeichnet man das Infimum {\displaystyle \inf _{x\in C}{f(x)}}, wobei im Falle {\displaystyle C=\emptyset } dieses Infimum {\displaystyle =+\infty } gesetzt wird.
- Unter der Menge der Minimallösungen von {\displaystyle f} auf {\displaystyle C} versteht man die Teilmenge derjenigen Elemente von {\displaystyle C}, welche den Minimalwert von {\displaystyle f} auf {\displaystyle C} annehmen, also die Teilmenge {\displaystyle M(f,C):=\{c\in C\mid f(c)=\inf _{x\in C}{f(x)}\}}. Jedes dieser Elemente nennt man eine Minimallösung von {\displaystyle f} auf {\displaystyle C}.
- Ist {\displaystyle X} ein topologischer Raum und dabei {\displaystyle c_{0}\in C\subseteq X}, so heißt {\displaystyle c_{0}} eine lokale Minimallösung von {\displaystyle f} auf {\displaystyle C}, falls eine (offene) Umgebung {\displaystyle U} von {\displaystyle c_{0}} in {\displaystyle X} derart existiert, dass {\displaystyle c_{0}} eine Minimallösung von {\displaystyle f} auf {\displaystyle U\cap C} ist. Dieser Begriff ist vor allem wichtig für den Fall, dass {\displaystyle X} ein metrischer oder ein normierter Raum ist.
- Unter einem Maximalwert von {\displaystyle f} auf {\displaystyle C}, einer Maximallösung von {\displaystyle f} auf {\displaystyle C} und einer lokalen Maximallösung von {\displaystyle f} auf {\displaystyle C} versteht man die durch Dualisierung entstehenden Begriffe, wenn man die Ordnungsrelation {\displaystyle \leq } von {\displaystyle {\bar {\mathbb {R} }}} nach {\displaystyle \geq } umkehrt.[7]

### Der Begriff im engeren Sinne
Gegeben seien ein normierter Raum {\displaystyle X} (über dem Körper {\displaystyle \mathbb {R} } der reellen oder dem Körper {\displaystyle \mathbb {C} } der komplexen Zahlen), der mit einer Norm {\displaystyle \|\cdot \|\colon X\to {\mathbb {R} }_{0}^{+}} versehen sein soll, sowie ein fester Raumpunkt {\displaystyle a\in X} und weiter eine Teilmenge {\displaystyle V\subseteq X}.
- Hier betrachtet man, in Bezug auf die dadurch gegebene Abstandsfunktion {\displaystyle d(x,y)=\|x-y\|\;(x,y\in X)}, die zu {\displaystyle a} gehörige Funktion {\displaystyle d(a,\cdot )\colon X\to {\mathbb {R} }_{0}^{+}\subset {\bar {\mathbb {R} }}} und wendet die oben im weiteren Sinne festgelegten Begriffsbildungen an. Ist dann eine Minimallösung von {\displaystyle d(a,\cdot )} auf {\displaystyle V} vorhanden, so hat man – bezüglich {\displaystyle V} und {\displaystyle a}! – einen Punkt kürzesten Abstands, also einen solchen Raumpunkt {\displaystyle v_{0}\in V}, der dieses Abstandsinfimum annimmt und damit die Gleichung {\displaystyle \|v_{0}-a\|=\inf _{v\in V}{\|v-a\|}} erfüllt.
- Man nennt dieses {\displaystyle v_{0}} – insbesondere in Approximationstheorie – eine Minimallösung für {\displaystyle a} bezüglich {\displaystyle V},[8] (wobei man hier den Zusammenhang mit der Abstandsfunktion als gegeben unterstellt).
- Statt von einer Minimallösung (im engeren Sinne) spricht man hier nicht selten auch von einer besten Approximation (beziehungsweise besten Näherung) von {\displaystyle a} bezüglich {\displaystyle V}[9][10][11] oder von einem Proximum zu {\displaystyle a} in {\displaystyle V}[12] oder auch von einer Bestapproximation an / von {\displaystyle a} in {\displaystyle V}[13]. In der Theorie der topologischen Vektorräume wird eine solche Minimallösung (im engeren Sinne) manchmal auch als Lotpunkt bezeichnet.[14]
- Das Konzept der besten Approximation (englisch best approximation) findet man im gleichen Sinne in dem allgemeineren Zusammenhang der metrischen Räume. Ist {\displaystyle (X,d)} ein solcher und sind darin ein fixierter Raumpunkt {\displaystyle a\in X} sowie eine Teilmenge {\displaystyle V\subseteq X} gegeben, so bezeichnet man – wie oben!– eine Minimallösung von {\displaystyle d(a,\cdot )} auf {\displaystyle V} als beste Approximation von {\displaystyle a} bezüglich {\displaystyle V} (oder ähnlich). Dies ist demnach ein Element {\displaystyle v_{0}\in V}, welches die Gleichung {\displaystyle d(a,v_{0})=\inf _{v\in V}{d(a,v)}} erfüllt.[15][16]
- Die Zahl {\displaystyle d(a,v_{0})} nennt manche Autoren auch die Minimalabweichung von {\displaystyle a} bezüglich {\displaystyle V} (oder ähnlich).[11]

## Sätze
Die folgenden Sätze zählen zu den Resultaten, die im Zusammenhang mit Fragestellungen zu Minimallösungen oft zur Anwendung kommen.

### Minimallösungen in der Allgemeinen Topologie und Analysis
Hier ist als besonders wichtiges Resultat die folgende Version des Weierstraß'schen Satzes vom Minimum zu nennen :
Gegeben seien ein topologischer Raum {\displaystyle X} und darin eine nichtleere kompakte oder folgenkompakte Teilmenge {\displaystyle K\subseteq X} sowie eine unterhalbstetige Funktion {\displaystyle f\colon K\to \mathbb {R} }.
Dann besitzt besitzt {\displaystyle f} auf {\displaystyle K} eine Minimallösung.

### Minimallösungen in der konvexen Optimierung
Hier ist zunächst der folgende einfache Satz zu erwähnen, der den Zusammenhang zwischen lokalen und globalen Minimallösungen behandelt:
Gegeben seien ein reeller Vektorraum {\displaystyle X} und darin eine konvexe Teilmenge {\displaystyle C\subseteq X} sowie ein Raumpunkt {\displaystyle x_{0}\in X}. Weiter sei {\displaystyle f\colon C\to \mathbb {R} } eine konvexe Funktion, die in {\displaystyle x_{0}} eine lokale Minimallösung haben möge.
Dann besitzt {\displaystyle f} auch auf ganz {\displaystyle C} eine Minimallösung und der zugehörige Minimalwert ist {\displaystyle f(x_{0})}. 
Darüber hinaus eine Reihe von weiteren Ergebnissen. Hier ist nicht zuletzt der folgende Charakterisierungssatz der konvexen Optimierung zu nennen:
Gegeben seien ein reeller Vektorraum {\displaystyle X} und darin eine konvexe Teilmenge {\displaystyle C\subseteq X} sowie ein Raumpunkt {\displaystyle x_{0}\in X}. Weiter sei {\displaystyle f\colon C\to \mathbb {R} } eine konvexe Funktion.
Dann ist {\displaystyle x_{0}} genau dann eine Minimallösung von {\displaystyle f} auf {\displaystyle C}, wenn für alle {\displaystyle x\in C} in Hinblick auf das rechtsseitige Gâteaux-Differential die Ungleichung {\displaystyle \delta _{+}f(x_{0},x-x_{0})\geq 0} erfüllt ist.
Hieraus ergibt sich als Folgerung:
Sind im euklidischen Raum {\displaystyle {\mathbb {R} }^{n}\;(n\in \mathbb {N} )} ein konvexes Gebiet {\displaystyle U\subseteq {\mathbb {R} }^{n}} gegeben und darin ein Raumpunkt {\displaystyle x_{0}\in U} sowie eine konvexe differenzierbare Funktion {\displaystyle f\colon U\to \mathbb {R} }, so ist {\displaystyle x_{0}} eine Minimallösung von {\displaystyle f} auf {\displaystyle U} genau dann, wenn das totale Differential {\displaystyle {\nabla f}(x_{0})} der Nullvektor des {\displaystyle {\mathbb {R} }^{n}} ist.
Der Charakterisierungssatz führt in reellen Prähilberträumen (und speziell in reellen Hilberträumen!) wegen der dort gegebenen reichhaltigen geometrischen Struktur zu einem grundlegenden Approximationssatz, welcher die Bedingungen beschreibt, unter denen dort beste Approximationen gewährleistet sind. Dieser Approximationssatz ist folgendermaßen zu formulieren:
Sei {\displaystyle X} ein reeller Prähilbert- oder Hilbertraum (mit {\displaystyle \langle \cdot ,\cdot \rangle } als innerem Produkt) und seien darin eine konvexe Teilmenge {\displaystyle C\subseteq X} sowie ein Raumpunkt {\displaystyle x_{0}\in X} gegeben.
Unter diesen Gegebenheiten ist ein {\displaystyle c_{0}\in C} die (eindeutig bestimmte!) beste Approximation von {\displaystyle x_{0}} bezüglich {\displaystyle C} genau dann, wenn für alle {\displaystyle c\in C} die Ungleichung {\displaystyle {\langle c_{0}-x_{0},c-c_{0}\rangle }\geq 0} erfüllt ist.
Mit diesem Approximationssatz gewinnt man direkt den folgenden Projektionssatz:
Sei (wie zuvor) {\displaystyle X} ein reeller Prähilbert- oder Hilbertraum und seien darin ein linearer Unterraum {\displaystyle U\subseteq X} gegeben sowie ein Raumpunkt {\displaystyle x_{0}\in X} .
Unter diesen Gegebenheiten ist ein {\displaystyle u_{0}\in U} genau dann die beste Approximation von {\displaystyle x_{0}} bezüglich {\displaystyle U}, wenn für alle {\displaystyle u\in U} die Gleichung {\displaystyle {\langle u_{0}-x_{0},u\rangle }=0} erfüllt ist. Mit anderen Worten: Ein {\displaystyle u_{0}\in U} ist die beste Approximation von {\displaystyle x_{0}} bezüglich {\displaystyle U} genau dann, wenn der Differenzvektor {\displaystyle u_{0}-x_{0}} zu allen {\displaystyle u\in U} senkrecht steht.

### Minimallösungen und reflexive Banachräume
Hier sind nicht zuletzt die beiden folgenden Sätze bedeutsam:
Der Satz von James
Dieser Satz geht auf den Mathematiker Robert Clarke James zurück und besagt folgendes:
Ein Banachraum {\displaystyle X} ist genau dann reflexiv, wenn jedes stetige lineare Funktional auf der abgeschlossenen Einheitskugel {\displaystyle {\overline {B_{X}}}} eine Minimallösung besitzt.
Der Satz von Schauder-Mazur
Dieser den beiden Mathematikern Juliusz Schauder und Stanisław Mazur zugerechnete Satz lässt sich wie folgt darstellen:
Ist {\displaystyle X} ein reflexiver Banachraum {\displaystyle X} und ist {\displaystyle V\subseteq X} eine darin gelegene nichtleere, abgeschlossene, konvexe und beschränkte Teilmenge, so besitzt jede stetige konvexe Funktion {\displaystyle f\colon V\to \mathbb {R} } auf {\displaystyle V} eine Minimallösung.

### Minimallösungen und Stabilitätfragen
Zur Stabilitätfrage im Zusammenhang mit Minimallösungen gibt es einen allgemeinen Stabilitätssatz, der folgendermaßen dargestellt werden kann:
Gegeben seien ein metrischer Raum {\displaystyle X} und darin zwei Folgen von nichtleeren Teilmengen {\displaystyle S,S_{1},S_{2},\ldots \subseteq X} sowie Funktionen {\displaystyle f,f_{1},f_{2},\ldots \colon X\to \mathbb {R} }.
Für jedes {\displaystyle n=1,2,\ldots } gebe es eine Minimallösung {\displaystyle a_{n}} von {\displaystyle f_{n}} auf {\displaystyle S_{n}}.
Hierzu soll gelten:
 (i) Die {\displaystyle f_{n}} seien stetig konvergent gegen {\displaystyle f}.
 (ii) {\displaystyle S} liege als Teilmenge in dem im Sinne von Kuratowski verstandenen oberen Limes {\displaystyle \varlimsup _{n\rightarrow \infty }{S_{n}}}.
Dann ist jeder Häufungspunkt der Folge {\displaystyle (a_{n})_{n=1,2,\ldots }}, der in {\displaystyle S} liegt, eine Minimallösung von {\displaystyle f} auf {\displaystyle S}.

### Minimallösungen (im engeren Sinne) in der Linearen Approximationstheorie
Hier kennt man einen Existenz- und Eindeutigkeitssatz, der sich zusammengefasst wie folgt angeben lässt:
Sei {\displaystyle X} ein strikt konvexer normierter Raum und sei darin eine abgeschlossene, lokalkompakte und konvexe Teilmenge {\displaystyle V\subseteq X} gegeben. Dann gibt es für jeden Raumpunkt {\displaystyle x_{0}\in X} bezüglich {\displaystyle V} immer genau eine Minimallösung – also genau eine beste Approximation (oder einen Lotpunkt)! – {\displaystyle v_{0}\in V}. Dies gilt insbesondere dann, wenn {\displaystyle V} in {\displaystyle X} ein Untervektorraum endlicher Dimension ist.
Damit eng zusammenhängend ist der (von dem ungarischen Mathematiker Alfréd Haar im Jahr 1917 vorgelegte) Eindeutigkeitssatz von Haar, der folgendes besagt:
Sei {\displaystyle B} ein kompakter Raum und sei hierzu {\displaystyle X=C(B)} der (mit der Maximumsnorm versehene!) Funktionenraum der auf {\displaystyle B} stetigen (reell- oder komplexwertigen) Funktionen.
Hier sei {\displaystyle V\subseteq X} ein Untervektorraum der endlichen Dimension {\displaystyle n=1,2,\ldots } und {\displaystyle V} erfülle die Bedingung, dass jede nicht mit der Nullfunktion identische Funktion {\displaystyle v\in V} höchstens {\displaystyle n-1} Nullstellen in {\displaystyle B} besitzen soll.
Dann gibt es bezüglich {\displaystyle V} für jede Funktion {\displaystyle f\in X} exakt eine Minimallösung {\displaystyle v_{f}\in V}.
Ein in der Linearen Approximationstheorie wichtiger Satz ist auch der (nach dem Mathematiker Ivan Singer benannte) Satz von Singer, der eine Charakterisierung der besten Approximationen liefert und folgendes besagt:
Es seien {\displaystyle (X,\|\cdot \|)} ein reeller normierter Raum und {\displaystyle (X^{*},{\|\cdot \|})} der zugehörige Dualraum der reellwertigen stetigen linearen Funktionale, wobei dessen Operatornorm ebenfalls mit {\displaystyle {\|\cdot \|}} bezeichnet sein soll, und es seien weiter ein Untervektorraum {\displaystyle V\subseteq X} sowie ein Raumpunkt {\displaystyle a\in X} gegeben.
Dann gilt:
 Ein Unterraumpunkt {\displaystyle v_{0}\in V} ist eine beste Approximation von {\displaystyle a} bezüglich {\displaystyle V} genau dann, wenn für es ein {\displaystyle u\in X^{*}} gibt, welches die folgenden drei Bedingungen erfüllt:
 (1) {\displaystyle \|u\|=1}.
 (2) {\displaystyle u(v)=0} für alle {\displaystyle v\in V}.
 (3) {\displaystyle u(a-v_{0})=\|a-v_{0}\|}.

## Erläuterungen und Anmerkungen
- Die obigen Infima existieren stets, da {\displaystyle {\bar {\mathbb {R} }}}, versehen mit der üblichen Totalordnung {\displaystyle \leq }, ein vollständiger Verband ist.
- Für Funktionenfolgen auf metrischen Räume ist der Begriff der stetigen Konvergenz eine Verschärfung des Begriffs der punktweisen Konvergenz.[34][35]
- Ein Punkt {\displaystyle y\in X} gehört dem im Sinne von Kuratowski verstandenen oberen Limes {\displaystyle \varlimsup _{n\rightarrow \infty }{S_{n}}} definitionsgemäß genau dann an, wenn es dazu in {\displaystyle \mathbb {N} } eine streng monoton wachsende Folge{\displaystyle n_{1}<n_{2}<\cdots } sowie eine Auswahlfolge {\displaystyle y_{n_{k}}\in S_{n_{k}}\;(k=1,2,\ldots )} gibt mit {\displaystyle \lim _{n\to \infty }y_{n_{k}}=y\ (k\to \infty )}.[36][37]
- Die im Eindeutigkeitssatz von Haar auftretende Bedingung ist die sogenannte Haarsche Bedingung. Ein endlich-dimensionaler Funktionenunterraum, der in einem Funktionenraum dieser Bedingung genügt, wird als Haarscher Teilraum (englisch Haar subspace) oder Haarscher Raum bezeichnet.[30][38][39][40][31]
- Der Eindeutigkeitssatz von Haar wird bei manchen Autoren – wegen der in Approximationstheorie hierzu erbrachten Leistungen des sowjetischen Mathematikers Andrej Nikolajewitsch Kolmogoroff – auch Satz von Kolmogoroff-Haar genannt.[40]
- Für einen endlich-dimensionalen (!) normierten Raum {\displaystyle X} sowie eine abgeschlossene Teilmenge {\displaystyle F\subseteq X} besitzt jeder Raumpunkt {\displaystyle a\in X} bezüglich {\displaystyle F} eine Minimallösung im engeren Sinne, also in {\displaystyle F} eine beste Approximation.[41]
- Für einen normierten Raum (und speziell für einen normierten Funktionenraum) {\displaystyle X} und jeden darin fest gewählten Raumpunkt {\displaystyle a\in X} ist die zugehörige Funktion {\displaystyle d(a,\cdot )\colon X\to {\mathbb {R} }_{0}^{+}} mit {\displaystyle d(a,y)=\|a-x\|\;(x\in X)} stets ein konvexes Funktional[42] und in jedem Falle stetig.
- Ist {\displaystyle X={\mathbb {R} }^{n}\;(n\in \mathbb {N} )} der {\displaystyle n}-dimensionale euklidische Raum und sind hier eine abgeschlossene und konvexe Teilmenge {\displaystyle C\subset X} gegeben sowie eine stetige Funktion {\displaystyle f\colon C\to \mathbb {R} }, so bezeichnet man die Menge {\displaystyle M(f,C)\subseteq C} gelegentlich auch als Minimalmenge. Sie ist im {\displaystyle {\mathbb {R} }^{n}} stets abgeschlossen und im Falle, dass {\displaystyle f} konvex ist, eine konvexe Teilmenge des euklidischen Raums.[43]
- Neben den oben aufgeführten Sätzen gibt es eine Fülle weiterer nennenswerter Resultate. Als wichtiges Beispiel kann hier der Approximationssatz für gleichmäßig konvexe Räume gelten, der bedeutsam für die gesamte Approximationstheorie ist.[44] Daneben wäre auch der Fundamentalsatz der Variationsrechnung zu nennen.